# Lecheng
För andra betydelser, se Lecheng (olika betydelser).
Lecheng är en ort (village) i distriktet Central i östra Botswana. 